# Ringo Starr: Live at Soundstage
Ringo Starr: Live at Soundstage es un álbum en directo del músico británico Ringo Starr, publicado por Koch Records en 2007.
El álbum fue grabado en el Genessee Theatre de Waukegan, Illinois, el 24 de junio del 2005 dentro del ciclo de conciertos Soundstage de la cadena de televisión americana PBS. Incluye los mayores éxitos de Ringo, procedentes tanto de su carrera en solitario como de su etapa junto a The Beatles, añadiendo un par de temas de su último álbum de estudio, Choose Love, publicado en 2005. Además, el álbum no incluye la participación de Colin Hay en el concierto, que interpretó los temas «Down Under», «Real Life» y «Who Can It Be Now», ni tampoco de los temas «You Can't Do That» y «Long Tall Sally», interpretados por The Roundheads.
En abril de 2009, año y medio más tarde, Koch reeditó el álbum con un DVD extra que contiene las canciones «It Don't Come Easy», «I'm the Greatest» y «Don't Pass Me By», un ensayo de «Choose Love» y un documental titulado «Meet the Roundheads».

## Lista de canciones
| N.º | Título                                                    | Escritor(es)                                                      | Duración |  |
| 1.  | «With a Little Help from My Friends»/«It Don't Come Easy» | John Lennon, Paul McCartney/Richard Starkey                       | 3:59     |  |
| 2.  | «Octopus's Garden»                                        | Richard Starkey                                                   | 3:09     |  |
| 3.  | «Choose Love»                                             | Richard Starkey, Mark Hudson, Gary Burr                           | 3:30     |  |
| 4.  | «I Wanna Be Your Man»                                     | John Lennon, Paul McCartney                                       | 3:20     |  |
| 5.  | «Don't Pass Me By»                                        | Richard Starkey                                                   | 3:45     |  |
| 6.  | «I'm the Greatest»                                        | John Lennon                                                       | 3:05     |  |
| 7.  | «Memphis In Your Mind»                                    | Richard Starkey, Mark Hudson, Gary Burr, Steve Dudas, Dean Grakal | 3:19     |  |
| 8.  | «Photograph»                                              | Richard Starkey, George Harrison                                  | 3:53     |  |
| 9.  | «Never Without You»                                       | Richard Starkey, Mark Hudson, Gary Nicholson                      | 4:38     |  |
| 10. | «Back Off Boogaloo»                                       | Richard Starkey                                                   | 3:58     |  |
| 11. | «Boys»                                                    | Luther Dixon, Wes Farrell                                         | 3:01     |  |
| 12. | «Yellow Submarine»                                        | John Lennon, Paul McCartney                                       | 3:58     |  |
| 13. | «Act Naturally»                                           | Johnny Russell, Voni Morrison                                     | 2:49     |  |
| 14. | «With a Little Help from My Friends»                      | John Lennon, Paul McCartney                                       | 4:42     |  |

## Personal
- Ringo Starr: voz y batería
- Mark Hudson: guitarra acústica, guitarra eléctrica, armónica y coros
- Gary Burr: guitarra eléctrica, mandolina y coros
- Steve Dudas: guitarra eléctrica
- Gregg Bissonette: batería y coros
- Matt Bissonette: bajo, guitarra y coros
- Mark Hart: teclados y coros